# Marguerite de Danemark (1895-1992)
Pour les articles homonymes, voir Marguerite, princesse de Danemark.
Marguerite de Danemark et d'Islande (en danois, Margrethe af Danmark og Island), née le 17 septembre 1895 au palais de Bernstorff, à Gentofte (Danemark) et morte le 18 septembre 1992 à Brodrehoj (Danemark), est un membre de la famille royale de Danemark et, par mariage, une princesse de Bourbon-Parme.

## Famille
Marguerite est le cinquième enfant et la fille unique du prince Valdemar de Danemark (1858-1939) et de la princesse Marie d’Orléans (1865-1909) . Cette dernière, arrière-petite-fille en ligne masculine de Louis-Philippe par son père le duc de Chartres, appartient à la maison d’Orléans, quand le prince Valdemar est membre de la maison de Schleswig-Holstein-Sonderbourg-Glücksbourg, une branche cadette de la maison d’Oldenbourg qui a accédé au trône de Danemark depuis l’extinction de la branche aînée en 1863. Petite-fille du premier prince issu de la branche cadette, le roi Christian IX, et de la princesse Louise de Hesse-Cassel, Marguerite appartient comme ses frères aînés Aage, Axel, Erik et Viggo à la famille royale de Danemark. Elle est nommée en l'honneur de sa tante, Marguerite d'Orléans, duchesse de Magenta .
Le 9 juin 1921, la princesse Marguerite épouse, en l’église du Sacré-Cœur-de-Jésus, à Copenhague, le prince René de Parme (1894-1962), fils du duc Robert Ier de Parme (1848-1907) et de son épouse la princesse Antónia de Portugal (1862-1959), frère cadet du prince Félix de Luxembourg et de l'ex-impératrice-reine d'Autriche-Hongrie Zita de Bourbon-Parme. Appartenant en lignée masculine aux ducs de Parme et Plaisance de la maison de Bourbon-Parme, le prince René est aussi rattaché aux Bragance par sa mère, fille du roi Michel Ier de Portugal (1802-1866) — dont descendent les prétendants actuels à la Couronne portugaise.
Du mariage de Marguerite et de René de Parme naissent quatre enfants :
- Jacques Marie Antoine Robert Waldemar Charles Félix Sixte Ansgar de Bourbon, prince de Parme (9 juin 1922 - 5 novembre 1964 dans un accident de la route près de Roskilde), qui épouse en 1947 la comtesse Birgitt Alexandra Maria de Holstein-Ledreborg (29 juin 1922 - 21 août 2009) :
  - Philippe Georges Karl Valdemar René Joseph Marie de Bourbon (° 22 janvier 1949), qui épouse le 5 mai 1979 Annette Smith (° 24 avril 1955)
    - Jacques Carl Christian Marie de Bourbon (° 3 janvier 1986)
    - Joseph Axel Alain Eric Marie de Bourbon (° 6 juin 1989)

  - Lorraine Charlotte Tatiana Ebba Johanna Maria Antonia Joséphine Renée de Bourbon (° 27 juillet 1951)
  - Alain Johann Knud Bernhard Félix Marie René Joseph de Bourbon (° 15 mai 1955) qui épouse le 3 mars 2001 Inge Birgitte Vedel Andersen (° 1948)
- Anne Marie Antoinette Françoise Zita Marguerite de Bourbon, princesse de Parme[5] (18 septembre 1923, Paris - 1er août 2016, Morges), qui épouse le 18 juin 1948 à Athènes, le roi déchu Michel de Roumanie (25 octobre 1921, Sinaia - 5 décembre 2017, Aubonne) ; (postérité)
- Michel de Bourbon, prince de Parme[6] (4 mars 1926, Paris - 7 juillet 2018, Neuilly-sur-Seine), qui épouse en premières noces le 23 mai 1951 à Paris (divorcés le 17 novembre 1999) la princesse Yolande Marie Gonzague Thérèse de Broglie (26 avril 1928 à Paris - 2 septembre 2014 à Paris) et, en secondes noces le 8 mai 2003 à Manalapan la princesse Maria-Pia Elisabetta Margherita Milena Malfalda Gennara Ludovica Tecla de Savoie (° 24 septembre 1934 à Naples), fille du roi Humbert II d'Italie (1904-1983) et de la princesse Marie-José de Belgique (1906-2001) :
  - Inès Marie Josèphe Margrethe Yolande Tatiana de Bourbon (9 mai 1952 - 20 octobre 1981)
  - Eric Marie Joseph René Michel Pierre de Bourbon (28 août 1953 - 21 janvier 2021), qui épouse le 8 août 1980 (divorcés en 1999) Lydia Adelaide Maria de Holstein til Ledreborg (° 22 février 1955), fille de Knud Johan Ludvig de Holstein til Ledreborg (1919-2001) et de Marie-Gabrielle Aldegonde Wilhelmine Louise de Luxembourg (° 1925) :
    - Antonia de Bourbon (° 10 juin 1981)
    - Marie-Gabrielle de Bourbon (° 23 décembre 1982)
    - Alexia de Bourbon (° 7 mars 1985)
    - Michel de Bourbon (° 12 février 1989)
    - Henri de Bourbon (° 14 octobre 1991)

  - Sybil Marie Joseph Anne Victoire de Bourbon (° 10 novembre 1954)
  - Victoire Maria-Pia Joseph Isaure de Bourbon (8 novembre 1957 - 24 janvier 2001), qui épouse en premières noces le 25 février 1974 (divorcés le 12 décembre 1988) Ernst Alfons Vincenz Frantz Anton Gecmen-Waldek (° 11 juillet 1943), épouse en secondes noces le 15 mai 1993 Carlos Ernesto Rodrigues :
    - Tatiana von Gecmen-Waldek (° 22 juin 1974)
    - Vincent Nicolas von Gecmen-Waldek (° 30 août 1981)

  - Charles-Emmanuel Marie Joseph Jacques Élie de Bourbon (° 3 juin 1961)

Le prince Michel a une fille naturelle issue de sa liaison avec Laure Le Bourgeois (° 1950)
- - Amélie (° 13 mars 1977)
- André de Bourbon, prince de Parme[7] (6 mars 1928, Paris - 22 octobre 2011, Dourdan), qui épouse morganatiquement le 2 mai 1960, Paris Paulette Marina Gacry (° 1935) :
  - Sophie Tania Marie Marguerite Carole Yvonne de Bourbon (° 13 novembre 1961)
  - Astrid Marie de Bourbon (° 29 septembre 1964)
  - Axel André Pierre Marie de Bourbon (° 19 septembre 1967)

## Biographie

### Naissance et famille
Née le 17 septembre 1895 au palais de Bernstorff , une résidence d’été de la famille royale de Danemark, Marguerite est l’une des nombreuses princesses de Danemark à naître sous le règne de son grand-père le roi Christian IX, qui est par ailleurs connu pour être le « beau-père de l’Europe » du fait des liens dynastiques entretenus entre les maisons régnantes européennes.
Attachée à la foi catholique et ne l’ayant pas abjurée, la princesse Marie d’Orléans, mère de Marguerite, avait décidé avec son mari luthérien et en accord avec l'Église catholique que leurs enfants auraient une foi différente selon leur sexe : leurs fils partageraient la foi de leur père quand leurs filles seraient baptisées selon la religion catholique. Ainsi, après avoir eu quatre fils, la princesse Marguerite, est la seule de leurs enfants à être élevée en catholique.

### Mariage

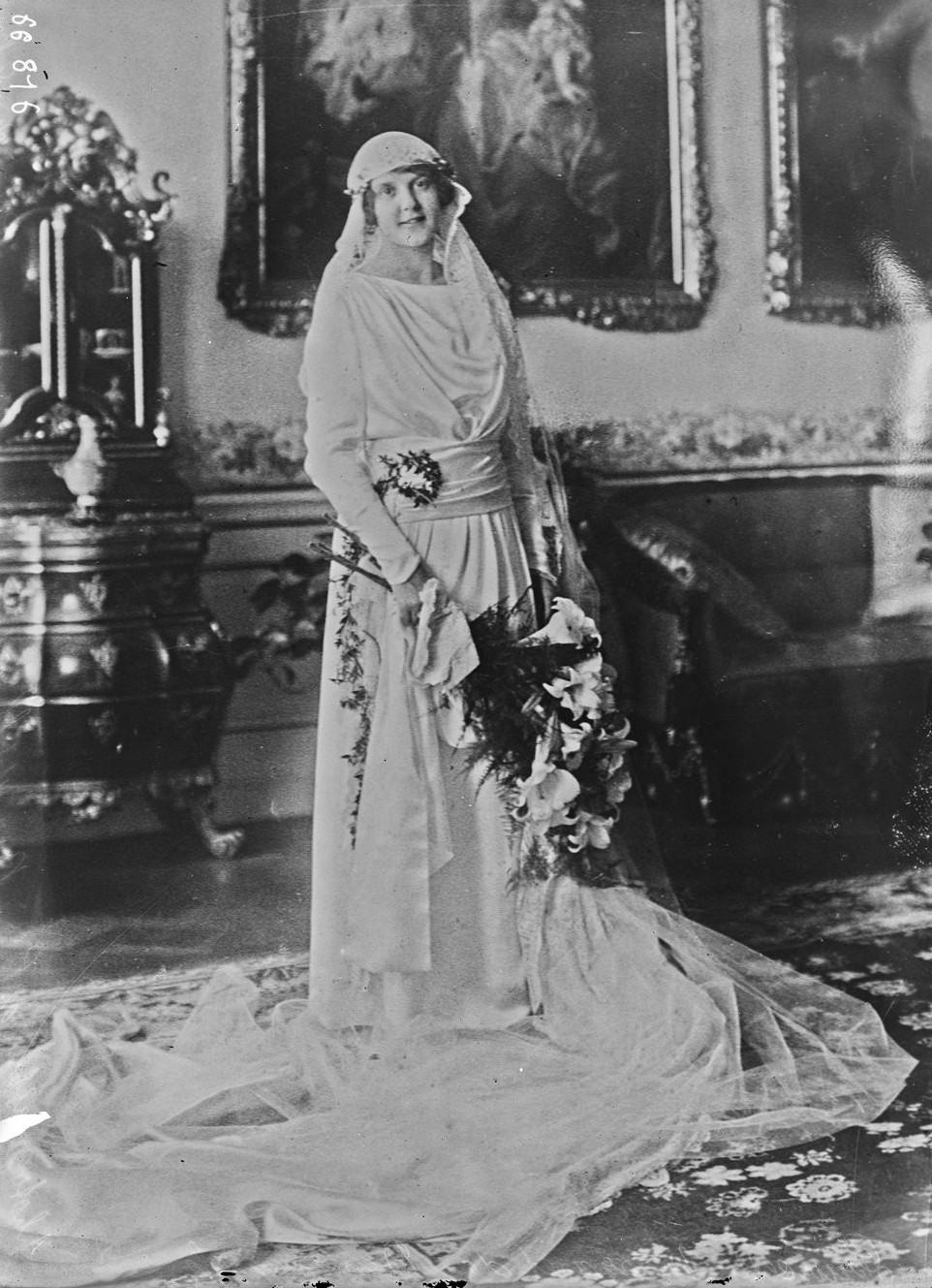
La princesse Marguerite le jour de son mariage.

Peu de temps après leur première rencontre, la princesse Marguerite épouse le 9 juin 1921 au palais de Bernstorff le prince René de Parme, dix-neuvième enfant du duc Robert Ier de Parme et frère entre autres de Zita, impératrice d’Autriche, et de Félix, prince consort luxembourgeois.
La famille est modeste par rapport aux autres membres de la famille royale. Elle réside principalement en France, où tous les enfants sont nés . En 1939, la famille fuit les nazis et s’enfuit en Espagne. De là, elle se rend au Portugal puis aux États-Unis. Là-bas, à New York, Marguerite gagne sa vie en fabriquant des chapeaux tandis que son mari travaille dans une compagnie gazière et sa fille comme vendeuse , et que ses fils étudient à Montréal . Ils reviennent tous à Paris après la guerre .

### Dernières années
Marguerite meurt le lendemain de son 97e anniversaire, le 18 septembre 1992, au château de Brodrehoj au Danemark et des obsèques catholiques ont lieu le 23 en la chapelle du château de Ledreborg. La princesse est par la suite inhumée dans la nécropole royale danoise, à Roskilde. Elle était la dernière enfant survivante du prince Valdemar et la dernière petite-fille survivante de Christian IX.

## Titulature

### Officielle
- 17 septembre 1895 - 1er décembre 1918 : Son Altesse Royale la princesse Marguerite de Danemark.
- 1er décembre 1918 - 9 juin 1921 : Son Altesse Royale la princesse Marguerite de Danemark et d’Islande.

### De courtoisie
- 9 juin 1921 - 18 septembre 1992 : Son Altesse Royale la princesse René de Bourbon-Parme.

### Source
- (en) Cet article est partiellement ou en totalité issu de l’article de Wikipédia en anglais intitulé « Princess Margaret of Denmark » (voir la liste des auteurs).